# Omphalotropis striatapila
Omphalotropis striatapila је пуж из реда Littorinimorpha и фамилије Assimineidae. 

## Угроженост
Подаци о распрострањености ове врсте су недовољни.

## Распрострањење
Палау је једино познато природно станиште врсте.